# Бекасов, Сергей Дмитриевич
Сергей Дмитриевич Бекасов (18 июля 1906, с. Молвотицы — 29 ноября 1970, Москва) — советский оперный певец (тенор), солист государственного академического Большого театра СССР.

## Биография
Сергей Дмитриевич Бекасов родился 18 июля 1906 года в селе Молвотицы Новгородской губернии (ныне Ленинградской области). В 1922 году окончил среднюю школу Дзержинского района города Ленинграда.
Был участником Великой Отечественной войны. Выступал перед солдатами на фронте в составе ансамбля Военно-морского флота. Имел военное звание старшего сержанта. В 1944 году демобилизован по ходатайству Большого театра.
В декабре 1947 года переехал в Москву. Был женат на Евдокии Федоровне Бекасовой (1912—1991), служащей Большого театра. У них было 4 детей: дочери Любовь, Вера и Галина, сын Валерий. Их старшая дочь Любовь Бекасова умерла во время блокады Ленинграда в феврале 1942 года. Она похоронена на Серафимовском кладбище Санкт-Петербурга.
Ушел из жизни 29 ноября 1970 года. Похоронен вместе с женой на Долгопрудненском кладбище Москвы.

## Творчество
В 1935 году окончил Оперно-хоровое отделение при Ленинградской консерватории (Ленинградская ордена Ленина государственная консерватория им. H.A. Римского-Корсакова).
Некоторое время входил в состав Ансамбля песни и пляски Военно-Морских Сил СССР п.у. Георгия Алексеевича Колышкина.
Позже стал солистом Большого театра. Вместе с Майей Плисецкой и Лилией Гриценко снимался в фильме-опере «Хованщина» — экранизации одноимённой оперы Модеста Мусоргского. Исполнял роль подьячего.
Много гастролировал в послевоенный период, в том числе и по Италии. Выступал на сцене миланского оперного театра Ла-Скала.

## Награды
- Медаль «За оборону Ленинграда» (№ 09116 03.09.1943 г.)
- Медаль «За победу над Германией в Великой Отечественной войне 1941—1945 гг.» (19.01.1946 г.)